# Mercedes Benz (chanson)
 (avril 2019).
Si vous disposez d'ouvrages ou d'articles de référence ou si vous connaissez des sites web de qualité traitant du thème abordé ici, merci de compléter l'article en donnant les références utiles à sa vérifiabilité et en les liant à la section « Notes et références ».
Pour l’article homonyme, voir Mercedes-Benz.
Mercedes Benz est une chanson interprétée par Janis Joplin, enregistrée pour la première fois le 1er octobre 1970. C'est le huitième titre de l'album Pearl, sorti trois mois plus tard. C'est une chanson a cappella écrite par la chanteuse américaine Janis Joplin avec Bob Neuwirth et le poète Michael McClure. 
C'est la dernière chanson enregistrée par Janis Joplin, qui est morte trois jours plus tard. Elle a été enregistrée en une seule prise, et sans doute aurait-elle été plus développée si l'artiste n'était pas décédée, en particulier par l'ajout d'une instrumentation, et de choristes sur la reprise finale du premier couplet (après que Joplin crie « Ev'rybody ! »)

## Interprétation et paroles

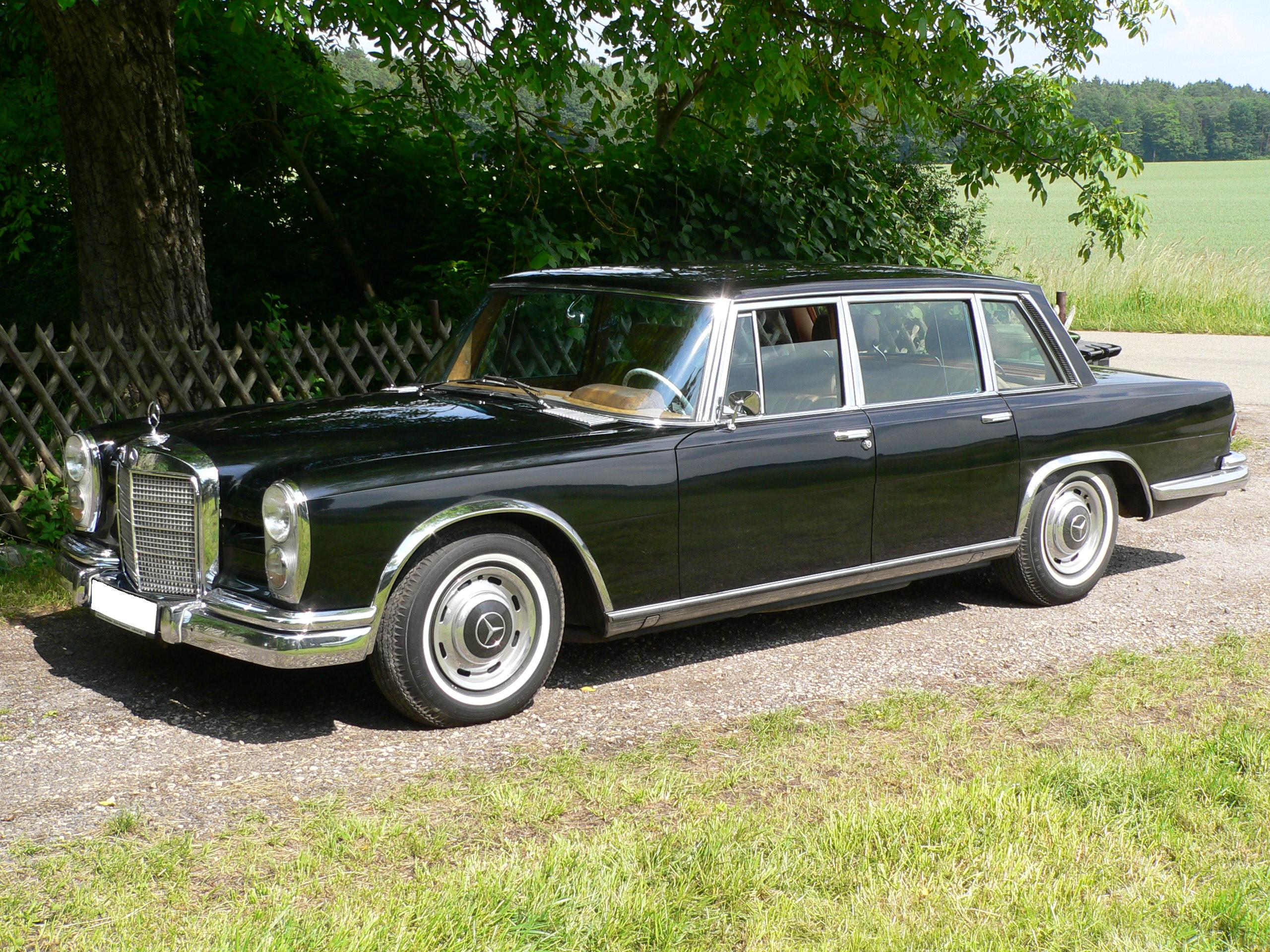
Une Mercedes-Benz 600.

Janis Joplin chante a cappella. Chanson plutôt rythmée, les paroles se veulent résolument second degré : sur un ton ironique, Janis Joplin implore Dieu de lui offrir une voiture de marque Mercedes-Benz car tous ses amis roulent en Porsche et qu'après tant d'années de travail, elle pense l'avoir méritée. Elle en profite également pour demander à Dieu de lui offrir une télévision couleur (seuls les riches en avaient une à l'époque où la chanson est sortie) et est prête à l'attendre tous les jours/nuits jusqu'à trois heures.

## Histoire
La Mercedes-Benz 600 est l'une des sources d'inspiration pour les paroles des chansons. Les paroles de la chanson ont été écrites au Vahsen's, un bar de Port Chester, New York, le 8 août 1970, lors d'un jam de poésie impromptu entre Janis et l'auteur-compositeur Bob Neuwirth. Les paroles ont été inspirées par la première ligne d'une chanson écrite par le poète beat de San Francisco Michael McClure, "Allez, Dieu, et achète-moi une Mercedes Benz." Joplin l'a entendu chanté par un ami de McClure, et elle a commencé à le chanter aussi.
Au bar de Port Chester, Janis a chanté la ligne à quelques reprises et a commencé à riffer les paroles de McClure, tandis que Neuwirth a copié les nouvelles paroles sur des serviettes de bar, qu'il a conservées pendant des années par la suite. Elle a chanté la nouvelle version pour la première fois ce soir-là lors de son concert au Capitol Theatre de Port Chester. Bobby Womack affirme dans son autobiographie que Janis a été inspirée pour trouver les paroles après être allé faire un tour avec lui dans sa nouvelle Mercedes-Benz 600.
Dans la chanson, elle demande à Dieu de lui prouver son amour en lui achetant une Mercedes-Benz, une télévision couleur et une "nuit en ville". Il y a aussi une référence à Dialing for Dollars, une émission de télévision locale au format franchisé, qui exigeait qu'une personne regarde l'émission pour gagner un prix lorsque l'émission appelait le numéro de téléphone de la personne, d'où le besoin d'un téléviseur pour la chanteuse. C'était la dernière chanson qu'elle a enregistrée avant sa mort.
La chanson a été enregistrée en une seule prise lors d'une session d'enregistrement le 1er octobre 1970. C'est la dernière chanson que Janis ait jamais enregistrée car elle est décédée trois jours plus tard, le 4 octobre. La chanson est apparue sur l'album Pearl, sorti en 1971. Le titre de la chanson, tel qu'indiqué sur cet album, ne contient pas de trait d'union, bien que le nom de la marque automobile soit composé d'un trait d'union en tant que Mercedes-Benz.
En 2003, l'enregistrement de Janis a été remixé, ajoutant un rythme et une mélodie de fond. La version remixée a été incluse dans les collections des plus grands succès de la chanteuse.